# Shinjuku Boys
Shinjuku Boys é um filme de 1995 de Kim Longinotto e Jano Williams. Ele explora a vida de três homens trans ou não binários que trabalham no New Marilyn Club em Tóquio, Japão. O termo que usam para si mesmos é onabe, e os três protagonistas discutem seus relacionamentos românticos, seus relacionamentos com os pais, suas apresentações de gênero, como entendem seus próprios gêneros e suas diferentes perspectivas de vida.

## Recepção
Em 1995, Shinjuku Boys ganhou o prêmio de Melhor Documentário no Festival de Cinema Gay e Lésbico de São Francisco, o Prêmio Hugo de Prata no Festival Internacional de Cinema de Chicago e o Prêmio de Ouro no Festival de Cinema de Houston. O filme recebeu críticas positivas após seu lançamento em 2010 pelo DVD Second Run. Em uma crítica no DVDTalk, Chris Neilson elogiou os diretores do filme, comentando que "Através do discreto cinéma vérité, Longinotto e Williams fornecem uma visão sobre a vida profissional e pessoal do trio de onnabe [sic]". Sarah Cronin da Electric Sheep Magazine também observa que "Apesar de ser um filme mais cru e datado, é a força das entrevistas em Shinjuku Boys que o torna um documentário ainda mais cativante."